# Sarcaulus
Genre
Classification phylogénétique
Sarcaulus est un genre de plantes à fleurs de la famille des Sapotaceae. Ce sont des arbres et des arbustes originaires d'Amérique du Sud.

## Quelques espèces
- Sarcaulus brasiliensis (A.DC.) Eyma, 1936
- Sarcaulus inflexus (A.C.Sm.) T.D.Penn. 1990
- Sarcaulus oblatus T.D.Penn. 1990
- Sarcaulus vestitus (Baehni) T.D.Penn. 1990
- Sarcaulus wurdackii Aubrév. 1965